# Erzgebirgischer Kreis
De Erzgebirgischer Kreis was een administratieve eenheid in het keurvorstendom Saksen
Nadat het keurvorstendom Saksen de Schmalkaldische Oorlog had verloren, kwamen in de capitulatie van Wittenberg van 19 mei 1547 de keurvorstelijke waardigheid en een deel van het keurvorstendom aan de in Dresden residerende hertog van Saksen.
Na deze uitbreiding van het gebied wordt het gebied van de nieuwe keurvorst verdeeld in vijf Kreisen, waarbij de Kurkreis overeenkomt met het gebied waaraan de keurvorstelijke waardigheid is verbonden. De andere vier kreisen waren al eerder in aanzet gevormd en werden nu verder uitgebouwd. De Kreisen vormden een instantie tussen de centrale regering van het keurvorstendom en de ambten.
- Kurkreis
- Thüringer Kreis
- Meißnischer Kreis
- Erzgebirgischer Kreis
- Leipziger Kreis

De Erzgebirgischer Kreis bestond omstreeks 1780 uit de volgende 14 ambten:
- Freiberg
- Augustusburg
- Chemnitz
- Frankenberg met Sachsenburg
- Nossen
- Grillenburg
- Frauenstein
- Altenberg
- Lauterstein
- Wolkenstein met Rauenstein
- Stollberg
- Schwarzenberg
- Wiesenburg
- Zwickau met Werda. Onder dit ambt viel de heerlijkheid Wildenfels.